# Paço da Ribeira

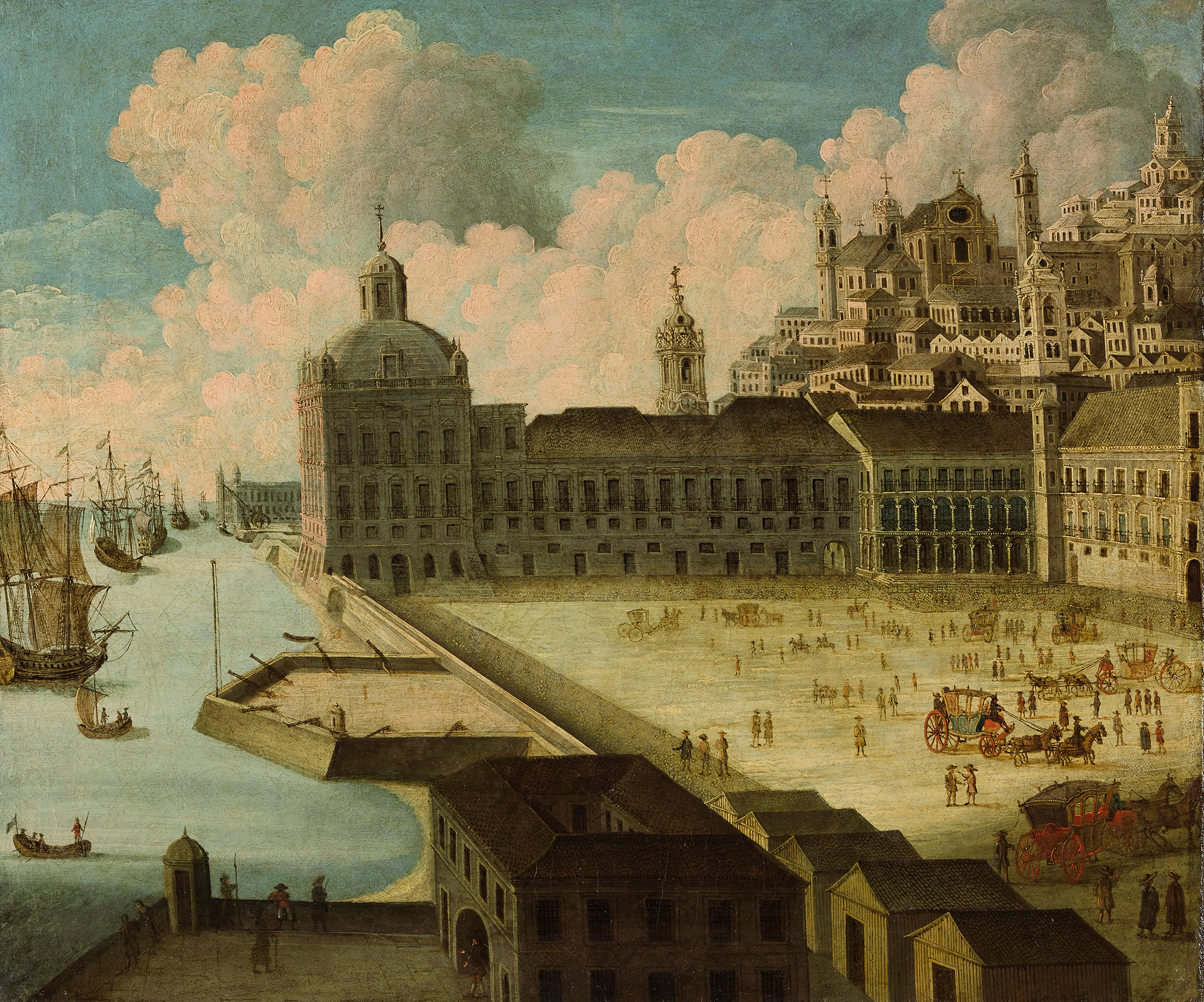
Paço da Ribeira no início do século XVIII

O Paço da Ribeira foi um palácio real e residência oficial dos reis portugueses durante cerca de 250 anos, substituindo o Paço da Alcáçova. Situava-se na Ribeira de Lisboa, na margem do rio Tejo, onde atualmente se situa a Praça do Comércio. A sua construção teve início em 1498, por determinação de Manuel I, no contexto da descoberta do caminho marítimo para a Índia e do monopólio português do comércio das especiarias do Oriente com a Europa. Foi totalmente destruído no terramoto de Lisboa, em 1755.

## História

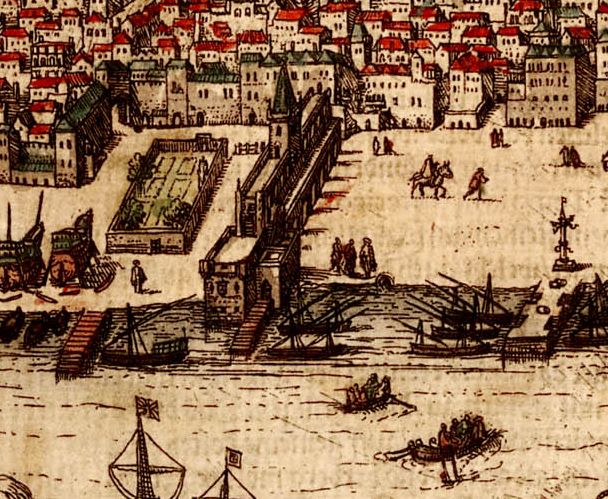
Paço da Ribeira, 1598

Até então, a residência da família real portuguesa na capital era o Paço da Alcáçova, edificação medieval inscrita na defesa proporcionada pelo Castelo de São Jorge. A moderna concepção do Paço da Ribeira, numa perspectiva de administração centralizadora, passou pela sua inclusão como centro de uma série de novas edificações, integradas num complexo arquitectónico multivalente: residencial, áulico, naval, militar, comercial, administrativo e político. É pois de referir o facto de, em toda a zona envolvente, e nalguns casos dentro do próprio complexo palaciano, no seu rés-do-chão, terem sido instalados, em novos edifícios, todos os principais organismos relativos à administração e à logística naval do Império Português.
Na Ribeira de Lisboa funcionavam, desde há muito, os principais estaleiros portugueses, até então chamados de tercenas, e, de finais do século XV em diante, denominados Ribeira das Naus, ou apenas Ribeira. O novo paço foi erguido sobre as tercenas de Lisboa, que o soberano determinou deslocar para Ocidente, de forma a renová-las e alargá-las.
De planta rectangular, em estilo manuelino, dispunha de uma torre abaluartada sobre o rio, denominada por torreão de Terzi, e de uma varanda em galilé de pedra rendilhada no segundo piso, que permitia ao soberano, à corte e aos seus funcionários vigiarem a entrada e saída dos navios do comércio ultramarino no porto de Lisboa, no coração do Mar da Palha. Abaixo dela, no primeiro piso, funcionou a Casa da Índia, um dos mais importantes espaços do complexo edificado, permitindo ao rei controlar apertadamente os bens e as riquezas das especiarias armazenadas, licitadas pelos comerciantes que, de todo o resto da Europa, para ali acorriam, a fim de as adquirir e redistribuir pelo resto do continente, ainda também no primeiro piso do paço, existia a maior e mais importante sala de aparato denominada de Sala dos Tudescos, nesse salão ocorria os mais importantes banquetes e festividades da corte portuguesa.

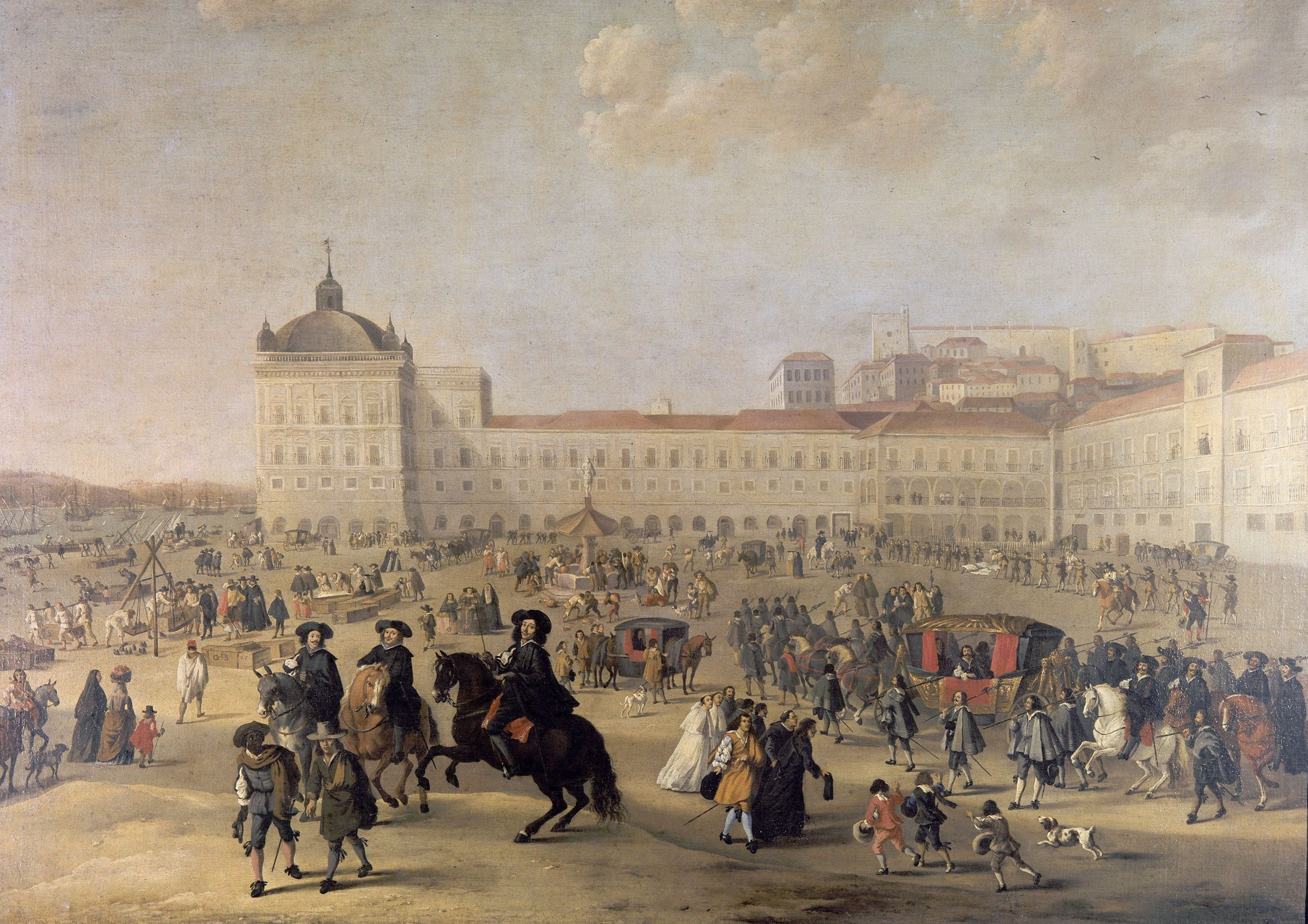
Paço da Ribeira em 1662, por Dirk Stoop.

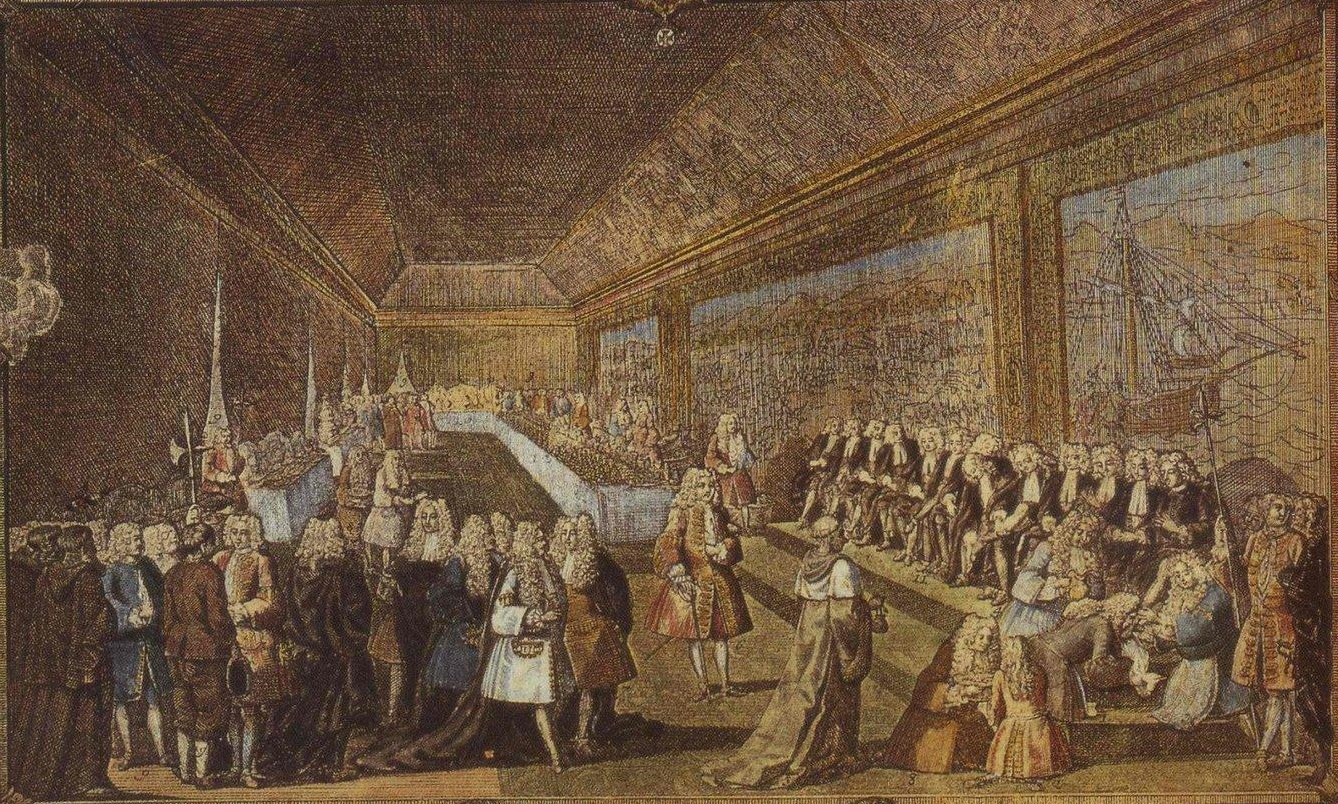
"Lava pés aos pobres por D. João V", uma das raras representações do interior do Paço da Ribeira (c. 1748)

Integrada no complexo, foi erguida a Capela Real, notável pela sua música litúrgica, confiada ao capelão-mor do Reino e que rivalizava em importância com a vizinha Sé de Lisboa na organização e realização das grandes cerimónias religiosas em uso naquele tempo.
Diante do Paço foi disposto um vasto terreiro pelo aterro da ribeira de Valverde, que dera o nome ao local e que ali desemboca no Tejo, cuja foz passou desde então a ser subterrânea. Esta ribeira corre actualmente sob a Avenida da Liberdade e a Baixa de Lisboa. Ao centro desse terreiro, a partir de então denominado como Terreiro do Paço, foi erguida uma fonte-chafariz. Nele se realizou, a partir de então, a maior parte das cerimónias públicas de aclamação dos soberanos portugueses, quando juravam os foros do Reino ao herdarem a coroa, e outras festividades da capital portuguesa. O Terreiro do Paço logo se tornou no local preferido de fidalgos, burgueses, populares e comerciantes em Lisboa, pela sua situação privilegiada, desafogo, comércio a todas as horas e vizinhança do Paço.
O rei e a corte mudaram-se para este novo palácio em 1503, terminadas as obras. O terramoto de Lisboa de 1531 veio a destruir quase inteiramente o antigo Paço da Alcáçova. Foram no entanto bem menores os estragos no novo palácio, tornado sede centralizada do Império Português.
No século XVII, um palácio contíguo, nas traseiras do Paço da Ribeira, um dos mais ricos palácios particulares da cidade, o Palácio Corte Real, passou para a posse da Coroa, sendo desde então utilizado para residência do infante secundogénito da Família Real, e integrando-se neste complexo. O primeiro infante a habitar ali, reinando o seu irmão D. Afonso VI, foi o infante D. Pedro, depois regente do Reino e finalmente rei com o nome de D. Pedro II.
A época da Dinastia Filipina, D. Filipe I determinou grandes obras no Paço da Ribeira, destruindo na fachada a sua delicada feição manuelina e impondo-lhe um mais pesado aspecto clássico, maneirista. Neste arranjo foi aumentado o seu volume e número de pisos, mantendo-se no entanto a grande torre sul, quadrada, como ponta do palácio, geometria que o edifício guardará aproximadamente até ao final da sua existência.

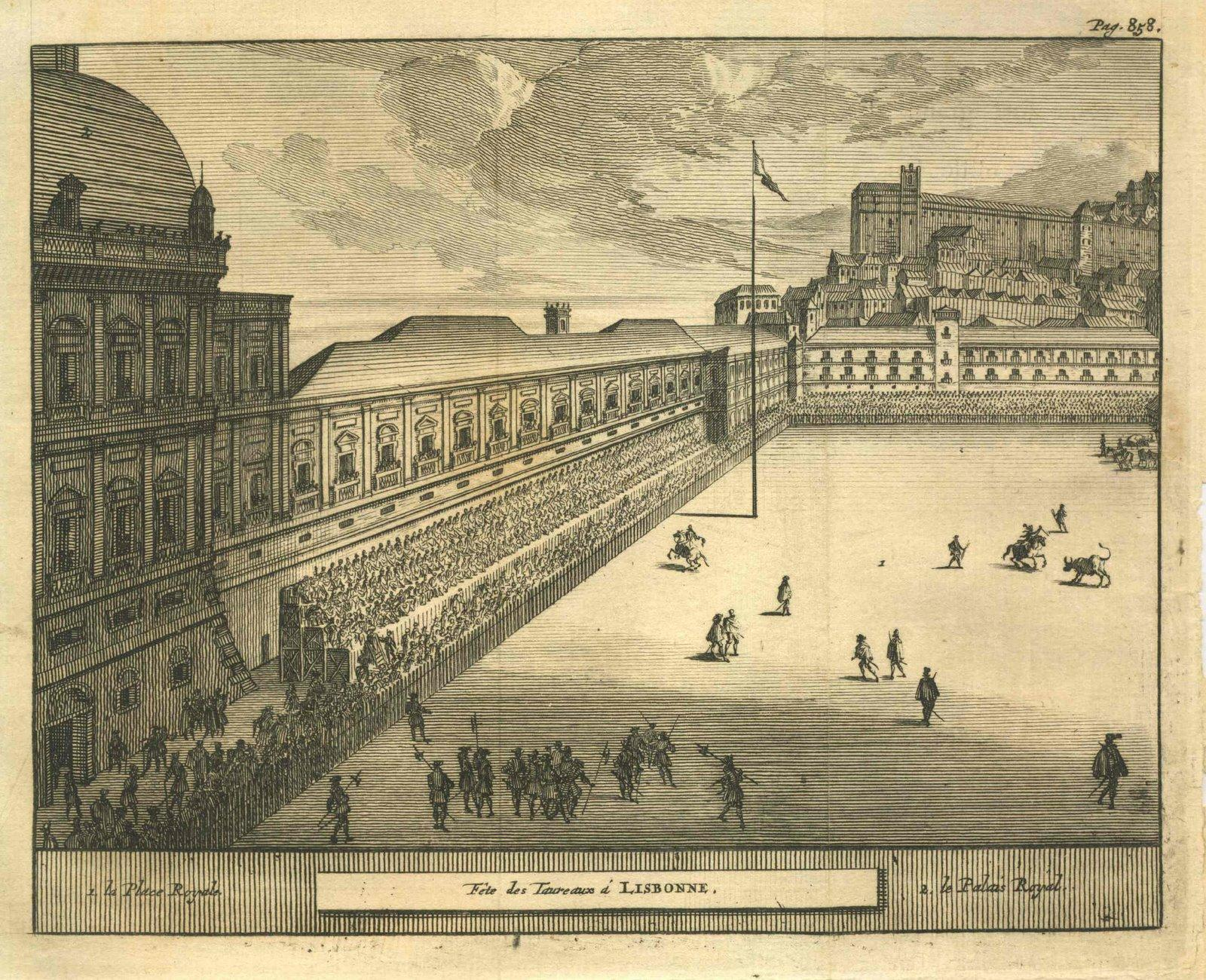
Paço da Ribeira, numa tourada

Com a singular distinção eclesiástica de Lisboa como patriarcado, no século XVIII, a capela do Paço da Ribeira foi provisoriamente elevada à dignidade de igreja patriarcal, enquanto se construía a nova basílica patriarcal, que depois veio a arder, ficando conhecida por Patriarcal Queimada. Para este efeito, Lisboa foi dividida em Lisboa Ocidental e Lisboa Oriental, ficando metade da cidade adstrita à Sé Catedral e a outra sob a alçada da Capela Real Patriarcal do Paço da Ribeira, aonde passaram a desenrolar-se riquíssimas cerimónias litúrgicas e áulicas barrocas de imponente manifestação no quotidiano da corte e dos lisboetas.
O Paço da Ribeira ficou associado na História de Portugal a alguns dos seus mais marcantes acontecimentos, sendo decerto o mais notável a sua tomada pela força armada dos quarenta fidalgos portugueses que na célebre manhã do dia 1 de Dezembro de 1640, perante o povo em delírio acorrido ao Terreiro do Paço, destronaram sem sangue a dinastia de Habsburgo, aclamando a de Bragança, e dando assim início aos vinte e oito anos da Guerra da Aclamação com o vizinho reino de Castela, nova frente de guerra que se veio inserir no quadro da prolongada Guerra dos Trinta Anos europeia.
O Paço da Ribeira foi totalmente destruído no grande terramoto de 1755 (1 de Novembro), o qual foi seguido de um ainda mais devastador maremoto sobre a zona baixa da cidade. Embora a Família Real estivesse ausente do palácio nesse dia, perderam-se para sempre os incalculáveis tesouros de arte do seu recheio ali acumulados ao longo de duzentos e cinquenta anos, período correspondente ao apogeu do poder e da riqueza portugueses no mundo, nomeadamente dos reinados de D. Manuel I e de D. João V.
D. José I e a corte fixaram-se num palácio abarracado, feito de madeira e tela, no Alto da Ajuda, que ficou conhecido pelo nome de Real Barraca. Esta seria destruída por um incêndio já em 1794, dando lugar à construção do Paço Real de Nossa Senhora da Ajuda.

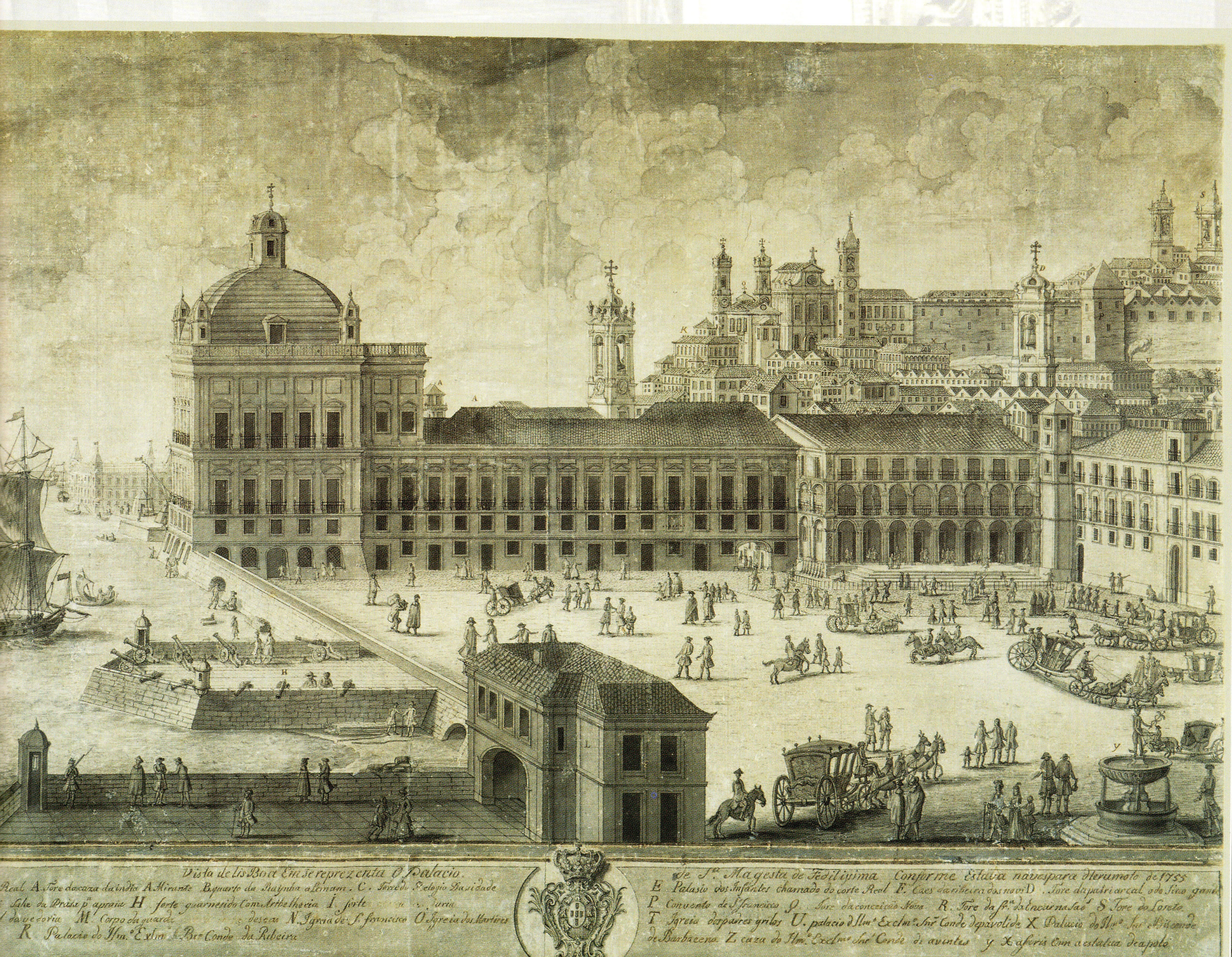
Paço da Ribeira em 1740

## Actualmente
O  Palácio da Ribeira deu origem ao Complexo ministerial do Terreiro do Paço ou Terreiro do Paço, um conjunto de edifícios que albergam a maior parte dos Ministérios do Governo Português e ainda o famoso café Martinho da Arcada, o mais antigo de Lisboa, e um dos preferidos de Fernando Pessoa, bem como o Pátio da Galé na Praça do Comércio, o Museu da Cerveja e um dos polos do Museu da Cidade de Lisboa, no torreão poente. Após a Revolução de 1910 os edifícios foram pintados a cor-de-rosa. Contudo, voltaram recentemente à sua cor original, o amarelo. O lado sul, com as suas duas torres quadradas ou torreões, está virado para o Tejo.